# Wereldkampioenschappen wielrennen 1979
De wereldkampioenschappen wielrennen 1979 werden gehouden in en rond de Nederlandse stad Valkenburg. Zowel in de mannen- als de vrouwencategorie won een Nederlander. Jan Raas was de snelste bij de mannen, terwijl Petra de Bruin het haalde bij de vrouwen.
Valkenburg was voor de derde keer gastheer van het WK. Ook in 1938 en 1948 vond het wereldkampioenschap plaats op deze locatie. 
Het was de eerste en voorlopig laatste keer dat een Nederlander in eigen land wereldkampioen werd.

## Wegrit vrouwen elite
Petra de Bruin won de sprint van Jenny De Smet. De buit leek al een stuk voor de finish binnen voor de Nederlandse. Daarom begon ze vroeg te juichen. Dat zorgde voor een tweede poging van De Smet. Op de lijn kon de Bruin de Belgische nog net voorblijven.
De Smet sprintte links en botste net voorbij de eindmeet tegen de schouder van een fotograaf. Daardoor ging ze slalommen en viel ze tegen een moto. Ze raakte niet echt gewond. 

## Uitslagen
| Onderdeel                | Goud                           | Zilver          | Brons                |
| Mannen                   |                                |                 |                      |
| Elite, wegwedstrijd      | Jan Raas                       | Dietrich Thurau | Jean-René Bernaudeau |
| Amateurs, wegwedstrijd   | Gianni Giacomini               | Jan Jankiewicz  | Bernd Drogan         |
| Amateurs, ploegentijdrit | Duitse Democratische Republiek | Polen           | Noorwegen            |
| Vrouwen                  |                                |                 |                      |
| Vrouwen, wegwedstrijd    | Petra de Bruin                 | Jenny De Smet   | Beate Habetz         |

### Mannen, elite
| Plaats | Renner               | Land      | Tijd     |
| ------ | -------------------- | --------- | -------- |
| 1      | Jan Raas             | Nederland | 7u32'04" |
| 2      | Dietrich Thurau      | Duitsland | z.t.     |
| 3      | Jean-René Bernaudeau | Frankrijk | z.t.     |
| 4      | André Chalmel        | Frankrijk | +5"      |
| 5      | Henk Lubberding      | Nederland | +12"     |
| 6      | Giovanni Battaglin   | Italië    | +23"     |
| 7      | Knut Knudsen         | Noorwegen | +52"     |
| 8      | Giuseppe Saronni     | Italië    | +4'37"   |
| 9      | Sean Kelly           | Ierland   | z.t.     |
| 10     | Roger De Vlaeminck   | België    | z.t.     |

## Trivia
- Latere wereldkampioen Greg LeMond won in 1979 het WK bij de junioren.

1921 · 
1922 · 
1923 · 
1924 · 
1925 · 
1926 · 
1927 · 
1928 · 
1929 · 
1930 · 
1931 · 
1932 · 
1933 · 
1934 · 
1935 · 
1936 · 
1937 · 
1938 · 
1946 · 
1947 · 
1948 · 
1949 · 
1950 · 
1951 · 
1952 · 
1953 · 
1954 · 
1955 · 
1956 · 
1957 · 
1958 · 
1959 · 
1960 · 
1961 · 
1962 · 
1963 · 
1964 · 
1965 · 
1966 · 
1967 · 
1968 · 
1969 · 
1970 · 
1971 · 
1972 · 
1973 · 
1974 · 
1975 · 
1976 · 
1977 · 
1978 · 
1979 · 
1980 · 
1981 · 
1982 · 
1983 · 
1984 · 
1985 · 
1986 · 
1987 · 
1988 · 
1989 · 
1990 · 
1991 · 
1992 · 
1993 · 
1994 · 
1995 · 
1996 · 
1997 · 
1998 · 
1999 · 
2000 · 
2001 · 
2002 · 
2003 · 
2004 · 
2005 · 
2006 · 
2007 · 
2008 · 
2009 ·
2010 · 
2011 · 
2012 · 
2013 · 
2014 · 
2015 · 
2016 · 
2017 · 
2018 · 
2019 · 
2020 ·
2021 ·
2022 ·
2023 ·
2024 ·
2025 ·
2026